# Brzękowice Górne
Brzękowice Górne (prononciation : [bʐɛŋkɔˈvʲit͡sɛ ˈɡurnɛ]) est une localité polonaise de la gmina de Psary, située dans le powiat de Będzin en voïvodie de Silésie.